# Каракуль (Башкортостан)
Каракуль (баш. Ҡаракүл) — деревня в Кармаскалинском районе Республики Башкортостан Российской Федерации. Входит в состав Камышлинского сельсовета.

## География

### Географическое положение
Расстояние до:
- районного центра (Кармаскалы): 26 км,
- центра сельсовета (Камышлинка): 4 км,
- ближайшей ж/д станции (Тюкунь): 6 км.

## Население
| 2002 | 2009 | 2010 |
| ---- | ---- | ---- |
| 57   | ↘50  | ↗55  |

Национальный состав
Согласно переписи 2002 года, преобладающие национальности — чуваши (51 %), башкиры (26 %).